# Oulunkylä
Oulunkylä (szw. Åggelby) – dzielnica Helsinek, stolicy Finlandii. Znajduje się na północ od centrum miasta oraz na południowy zachód od Vantaa. W 2003 roku liczba mieszkańców wynosiła 13 656 osób. Powierzchnia dzielnicy wynosi 4,51 km².

## Historia
Obszar miejscowości jest zamieszkany od XIII wieku – dzielnica jest więc starsza niż same Helsinki. Szybki rozwój miejscowości nastąpił po wybudowaniu stacji kolejowej w 1881 roku. W 1921 roku Oulunkylä została osobną gminą. W 1946 roku włączona w obszar Helsinek.
W 1905 roku w Oulunkylä wybudowano skocznię narciarską Normansbacken o punkcie konstrukcyjnym 20 m. Funkcjonowała ona do lat 60. XX wieku, kiedy została zdemontowana.

## Podział administracyjny
Oulunkylä składa się z 3 osiedli:
- Patola
- Veräjämäki
- Veräjälaakso